# Плейнфилд (Нью-Джерси)
Плейнфилд — город в округе Юнион, Нью-Джерси, США. По данным переписи 2010 года, население города увеличилось до рекордных 49 808 человек. Жители Плейнфилда называют его «Городом Королевы» (The Queen City).

## История
Основан в 1684 году квакерами, преобразован в посёлок 5 апреля 1847 года из части посёлка Вэстфилд (Westfield). Статус города получил в 1869 году. 

С 2011 года мэром города являлась Шарон М. Робинсон-Бриггс (её срок полномочий истёк 31 декабря 2013 года).